# Bulstake Stream
Der Bulstake Stream oder auch Bullstake Stream ist ein Nebenarm der Themse bei Oxford, England.
Der Nebenarm zweigt vom Fluss an einer Stelle ab, die als Four Rivers bekannt ist und an der südwestlichen Ecke von Fiddler’s Island gegenüber dem Sheepwash Channel liegt. Er fließt gleich danach an der Tumbling Bay vorbei, einem Ort, der von 1853 bis 1990 als Badeplatz genutzt wurde. Osney Ditch zweigt aus dem Bulstake Stream ab und fließt in südöstlicher Richtung nach Osney. Der Bulstake Stream folgt einem Halbkreis erst in westlicher und dann in südlicher Richtung. Er unterquert zwei Brücken. Der Seacourt Stream vereinigt sich bei North Hinksey mit ihm. Danach fließt er in östlicher Richtung am Osney Mead Industriegebiet vorbei und mündet an der Osney Rail Bridge in die Themse. Der Themsepfad überquert ihn auf der Boney’s Bridge.
Bis 1790 war dies der Hauptschifffahrtsweg auf der Themse. Dieser wurde zum Nebenarm als das Osney Lock eröffnet wurde.